# Tempo (Mosambik)
Tempo war eine mosambikanische Wochenzeitschrift und das erste illustrierte Nachrichtenmagazin des Landes. Die Zeitschrift wurde 1970 von einer Gruppe mosambikanischer Journalisten in Lourenço Marques (heute Maputo) gegründet und vom Verlag Tempográfica herausgegeben. 2008 wurde die Tempo eingestellt.
Obwohl Tempo der Zensur durch das portugiesische Kolonialregime unterlag und daher bis zur Nelkenrevolution 1974 stark eingeschränkt war, spiegelte es in seinen Kommentaren eine neue Perspektive wider und verfolgte eine vorsichtig offene Berichterstattung. Tempo spielte eine wichtige Rolle im Dekolonisierungsprozess und unterstützte die Mosambikanische Befreiungsfront FRELIMO nachdrücklich.
Mit der Unabhängigkeit Mosambiks und der Machtübernahme der FRELIMO 1975 kam die Zeitschrift unter staatliche Kontrolle. Die Inhalte der Tempo folgten entsprechend überwiegend einer regierungstreuen, marxistisch-leninistischen Ausrichtung und fungierte als Instrument der FRELIMO im „Kampf gegen Kapitalismus und Imperialismus“ und beim Aufbau des „neuen Menschen“. Mit den politischen Transformationsprozessen ab 1985 gewann auch die Zeitschrift eine marktliberalere Ausrichtung.
Zahlreiche namhafte mosambikanischen Journalisten und Fotografen veröffentlichten in der Tempo (u. a. Carlos Cardoso, Mia Couto, Ricardo Rangel, Kok Nam) und machten sie zur wichtigsten Zeitschrift Mosambiks der 1970er und 1980er Jahre.

## Geschichte
Mit der Liberalisierungspolitik des 1968 an die Macht gekommenen portugiesischen Diktators Marcelo Caetano wurde es auch möglich in den portugiesischen Kolonien neue Zeitungen zu gründen. Um sich von der Zensur ihres Arbeitgebers zu befreien, verließen fünf Journalisten des (kolonial-)staatlichen Sprachrohrs Notícias (Ricardo Rangel, José Mota Lopes, Areosa Pena, Rui Cartaxana und Ribeiro Pacheco) die Zeitung und gründeten die Sociedade de Redactores, um eine Wochenzeitschrift namens Tempo herauszugeben.
Um eine dauerhafte Finanzierung sicherzustellen, bedurfte es allerdings externen Kapitals. Aus diesem Grund wurde die Sociedade de Redactores am 4. Februar 1970 aufgelöst und in eine Gesellschaft mit beschränkter Haftung mit der Bezeichnung Tempográfica umgewandelt. Der Einstieg der neuen Gesellschafter führte zu einer Lagerbildung zwischen FRELIMO-Befürwortern und Unterstützern kolonialer Interessen. Obwohl die Journalisten Minderheitsaktionäre waren, konnten sie eine gewisse redaktionelle Unabhängigkeit wahren. Die Nelkenrevolution in Portugal im Jahr 1974 führte zu einer endgültigen Positionierung zu Gunsten der FRELIMO.
Nach der Unabhängigkeit 1975 wurde die Zeitschrift von einem Trio aus Albino Magaia, Calane da Silva und Ricardo Rangel geleitet. Die Redaktion begann Analysen und Interviews mit Pro-Frelimo-Anhängern sowie Abschriften wichtiger politischer Reden zu veröffentlichen. Dennoch geriet die Redaktion in Konflikt mit Informationsminister Jorge Rebelo, da sich die Redaktion mit einer offen antikapitalistischen Ausrichtung deutlich radikaler als die FRELIMO selbst zeigte.
Das Verhältnis der Zeitschrift zur Regierung und zur Frelimo war vor allem in den 1980er Jahren komplex, da sich die ideologischen Anforderungen an die Zeitschrift verschärften.
In den 1980er Jahren war die Tempo eines der reichweitenstärksten Medien Mosambiks, in dem der offizielle revolutionäre Diskurs seine größte Verbreitung fand.

## Inhalt und Ausrichtung

### Inhalte
In der Zeit vor 1974 gliederte sich die Zeitschrift in drei Rubriken:
1. nationale und internationale Nachrichten
2. spezifische Informationen für Frauen unter dem Titel „Tempo Mulher“ mit Themen wie Mode, Schönheit, häusliche Pflege, Kindererziehung usw. und
3. Berichte und Analyse über Mosambik aus der lokalen Presse, aus Portugal oder anderen portugiesischen Kolonien unter dem Titel „Imprensa de A a Z“.

Andere, unregelmäßige Rubriken brachten kulturelle und gesellschaftliche Themen wie Musik, Sport, Kino, Popkultur etc.
Ab 1974 wurden die informativen Inhalte durch nationalistische Inhalte ersetzt, wobei der Schwerpunkt auf der Geschichte Mosambiks, der Geschichte der FRELIMO und des Unabhängigkeitskrieges lag. In redaktionellen Beiträgen tat die Redaktion ihre Meinung über Mosambik und seine Zukunft kund, während die Reportagen des Magazins sich vor allem mit dem Aufbau der „neuen Nation“ befassten. Die Tempo stand damit wie alle Medien ab 1977 im Dienste des Parteienstaats als Instrument im Kampf gegen Kapitalismus und Imperialismus und beim Aufbau des „neuen Menschen“.
In den 1980er Jahren erschien die Rubrik Gazeta de Artes e Letras mit Rezensionen, Erzählungen, Gedichten, Debatten, Interviews rund um Kunst und Kultur. Die Rubrik wurde vom Schriftsteller Luís Carlos Patraquim betreut.

### Fotojournalismus
Als erstes illustriertes Magazin Mosambiks legte die Redaktion der Tempo einen großen Schwerpunkt auf Fotojournalismus und nutzte Fotografien in aufwendige Bild/Text-Montagen zur Information wie Illustration der Textinhalte. Zudem erschien wöchentlich eine ganzseitige Fotostrecke in der Rubrik „imagem da semana“.
Das Fotografenteam der Redaktion, das in den ersten Jahren aus Ricardo Rangel, Kok Nam und Armindo Afonso bestand, legten starken Wert auf einen dokumentarischen und journalistischen Charakter ihrer Fotografien, statt des bis dato üblichen offiziellen und distanzierten Blicks. Die Fotopraxis Rangels und später Kok Nams war damit ein Novum im mosambikanischen Journalismus und prägend für die mosambikanische Fotografie überhaupt.

### Politische Ausrichtung
Seit ihrer Gründung veränderte sich die politische Ausrichtung der Tempo entsprechend der politischen Transformationsprozesse Mosambiks: In den ersten drei Jahren vor der Unabhängigkeit (1970–1973) vertrat sie liberale und kapitalistische Werte, wurde 1975 verstaatlicht und begann ab 1977, sich mit dem von der FRELIMO propagierten Sozialismus zu identifizieren und vertrat entsprechend eine marxistisch-leninistischen Ausrichtung (1977–1984). Ab 1985 wurde ihre ideologische Ausrichtung entsprechend der politischen Veränderungen in Mosambik marktliberal.

### Anzeigen
Werbeanzeigen in der Tempo stellten zwischen 1970 und 1973 eine relevante Einnahmequelle des Verlags dar. Vor allem Banken, Automarken, Fluggesellschaften und Versicherungen inserierten in der Zeitschrift. Zwischen 1974 und 1985 entfiel das kommerzielle Anzeigengeschäft, statt wurde für staatliche Kampagnen und Unternehmen „geworben“. Ab 1986 erschienen wieder Anzeigen privater Unternehmen in der Zeitschrift.

### Mitarbeiter
Zahlreiche bekannte Journalisten und Fotografen Mosambiks waren für die Tempo tätig bzw. gewannen durch ihre Veröffentlichung darin an Bekanntheit, weshalb sie auch als inoffizielle „Journalistenschule“ Mosambiks galt. Namhafte Journalisten waren unter anderem Calane da Silva, Carlos Cardoso und Mia Couto. Visuell prägten die Fotojournalisten Ricardo Rangel, Kok Nam und Naíta Ussene die Tempo.

## Format, Druck und Verbreitung
Die von Tempográfica gedruckte und mit einem farbigen Umschlag versehene erste Ausgabe mit 64 Seiten erschien am 20. September 1970. Sie wurde in einer Auflage von 5.000 Exemplaren gedruckt und später auf 15.000 Exemplare erhöht, was ein großer Erfolg war. Zwischen 1970 und 2008 wurden insgesamt 1574 Ausgaben veröffentlicht. Die Zeitschrift hatte eine nationale und internationale Verbreitung und wurde auf dem Land- und Luftweg in andere Teile des Landes und ins Ausland verschickt.
Die Zeitschrift begann mit einem Umfang von 64 Seiten, erreichte 1973 80 Seiten, ging in den 1980er Jahren auf 50 Seiten zurück und wurde 2008 mit 64 Seiten eingestellt. Die Auflage betrug anfangs 5.000 Exemplare und erreichte zeitweise 25.000 Exemplare, ohne jemals die 40.000 zu überschreiten. Sie endete mit 20.000. Die Zeitschrift erschien bis zur Privatisierung 2000 wöchentlich, anschließend bis zur Einstellung 2008 mehr oder weniger monatlich.
Das Cover bzw. Umschlag der Zeitschrift war in Farbe und besserer Qualität gedruckt, der Innenteil in geringerer Qualität und größtenteils schwarz/weiß. Seit ihrer Gründung war die Zeitschrift Tempo die erste illustrierte Zeitschrift in Mosambik, deren Bilder von hochauflösenden Kameras der damaligen Zeit aufgenommen und in Farbe gedruckt wurde.
Gedruckt wurde die Tempo ausschließlich lokal in der verlagseigenen Druckerei von Tempográfica. Sie verfügte 1970 über die erste Offset-Rotationsdruckmaschine Mosambiks, eine Solna Rp 36, die damals zu den modernsten auf dem Markt gehörte. Tempográfica verfügte auch über eine Druckmaschine von Typ Solna 132, zwei Setzmaschinen, eine Offset-Fotomaschine, eine Perforier- und Rillmaschine, Druckfarben von Mander-Kidd, Chemikalien von Eidesco, Aluminiumplatten von Willy-Krause.

## Rezeption

### Wissenschaftliche Rezeption
Die Tempo ist aufgrund ihres langen Veröffentlichungszeitraums und ihrer Regelmäßigkeit einzigartig als Pressemedium in Mosambik, vor allem unter Berücksichtigung der politischen und wirtschaftlichen Veränderungen der Zeit. Die Zeitschrift deckt dabei umfassend Themen, Kontroversen und radikale Wendungen der mosambikanischen Gesellschaft zwischen 1970 und 2000 ab und eignet sich besonders als Quelle wissenschaftlicher Arbeiten, vor allem als Quellenkorpus für sozialwissenschaftliche und geschichtswissenschaftliche Diskursanalysen.
Unter anderem untersuchte Jacimara Santana Ausgaben der Tempo zwischen 1975 und 1985 um Erkenntnisse zu Frauen-spezifische Diskurse zu gewinnen. André Mindoso nutzte unter anderem die veröffentlichte der Leserbriefe in der Tempo um Aufschluss zum Selbstverständnis von assimilados in Mosambik zu erhalten. Juvenal de Carvalho Conceição untersuchte und verglich die Tempo mit dem brasilianischen Nachrichtenmagazin Veja auf ihre Darstellungen des afrikanischen Kontinents.

### Archivierung
Dank einer Zusammenarbeit zwischen der Digitalbibliothek Aluka und dem Arquivo Histórico de Moçambique wurden unter Leitung von Allen Isaacman zwischen 2005 und 2006 nahezu alle Ausgaben der Tempo im Zeitraum 1970 bis 1980 (Nummer 1 bis 533) digitalisiert und verfügbar gemacht. Die Bestände von Aluka, einschließlich der Tempo-Digitalisate, sind inzwischen in der Digitalbibliothek JSTOR aufgegangen und dort zugänglich.
Das Arquivo Histórico de Moçambique in Maputo verfügt über eine vollständige Sammlung der Tempo vor Ort.